# 三棱碘泡虫
三棱碘泡虫（学名：Myxobolus tricostatus）为碘泡科碘泡虫属的动物。在中国，分布于湖北、浙江等，营寄生生活，寄生在鲩的鳃、脾。